# Leipziger Straße (Francoforte sul Meno)
La Leipziger Straße è la principale via residenziale e dello shopping del quartiere di Bockenheim a Francoforte sul Meno. Prima dell’annessione della strada al municipio di Francoforte, essa portava il nome di Frankfurter Straße. Storicamente i numeri civici venivano conteggiati a partire dell'allora centro della città termale di Bockenheim verso la piazza di Bockenheimer Warte,  mentre dopo l'accorpamento con il comune di Francoforte i numeri civici si conteggiano in maniera crescente a partire dal centrò città (quindi a partire da Bockenheimer Warte).
La Leipziger Straße si sviluppa a partire da Bockenheimer Warte in una leggera curvatura parallela alla Adalbertstraße in direzione Nord-Ovest del quartiere di Bockenheim. L'area edificabile a Sud-Ovest tra la Leipziger Straße e la Großen Seestraße è attraversata da piccoli corsi d'acqua sotterranei, mentre l'area a Nord-Ovest, verso la Sophienstraße, vi è un terreno di tipo basaltico. Per questo motivo diverse imprese edli, tra cui anche l'impresa Siesmayer dovettero bonificare l'area paludosa, in cui oggi si trova la piazza Kurfürstenplatz con i suoi giardini, prima di potervi edificare. L'incrocio tra la Basaltstraße e la Leipziger Straße divideva la parte antica di Bockenheim a Nord-Ovest dalla nuova parte meridionale del quartiere. Da qui la strada si divide di due vie minori, la Friesengasse e la Grempstraße,precedentemente chiamata Kirchgasse.

## Trasporti
Sulla Leipziger Straße è una strada a senso unico, in cui vige un limite di velocità di 30 Km/h. Essa è percorribile da auto, piccoli camioncini che trasportano le consegne per i negozi e biciclette. Sulla strada non vi è una pista ciclabile ed è una delle prime vie in Germania dove è stato sperimentato il doppio senso di marcia per i ciclisti in una corsia a senso unico. 
Tramite il trasporto pubblico, la Leipziger Straße è raggiungibile tramite le linee della metropolitana U6 e U7, che collegano i quartieri della zona Est con quelli zona Ovest della città, attraversando il centro e la Bockenheimer Warte.
Fino al Maggio del 1965 la Leipziger Straße era attraversata dai binari di un tram che da Bockenheimer Warte percorreva l'intera via fino a Kirchplatz per poi dirigersi verso sinistra in direzione Wasserburg Schönhof. Dopo la soppressione della linea 3, i binari vennero utilizzati ancora per qualche anno come tratta di servizio, dopodiché vennero rimossi. Su alcuni degli antichi palazzi della Leipzigerstraße si possono osservare ancora oggi i punti di aggancio dei fili d'elettricità della vecchia linea tranviaria.

## Economia
La Leipziger Straße ospita negozi di piccola e media grandezza di vario genere. Qui si trovano negozi specializzati come negozi di elettronica, ferramenta, fiorai, negozi di abbigliamento e di oggettistica. Dal punto di vista culinario, la Leipziger Straße offre una vasta gamma di ristoranti, bar, caffetterie e bistrot con cucina internazionale. Vi sono inoltre numerosi fruttivendoli e le filiali dei supermercati Rewe e Penny Market. Nella parte a Nord-Ovest della strada è situata una filiale del grande magazzino tedesco "Woolworth". Anche nelle vie laterali e nei cortili interni di alcuni palazzi vi sono dei piccoli negozi. Nella parte Ost, tra la Adalbertstraße e la Leipziger Straße, è situato un piccolo centro commerciale, la Ladengalerie Bockenheim.
A partire dagli anni '90 il volto della Leipziger Straße ha iniziato a modificarsi in maniera sempre più rapida. Molti piccoli negozi di commercio al dettaglio sono stati chiusi per lasciare spazio a grandi aziende. Nel Maggio 2004 l'azienda specializzata nella vendita online Zalando ha aperto qui un Outlet-Store.

## Cultura
Al civico 91 della Leipziger Straße è situato il centro sociale "Exzess", che dal 1993 ospita il teatro "Die Dramatische Bühne", dove vengono messi in scena classici della drammaturgia tra cui opere di Shakespeare, Goethe e Molière. Dal 1999 il teatro organizza durante il periodo estivo una serie di rappresentazioni teatrali all' aperto presso il Grüneburgpark.

## Architettura
L'architettura dei palazzi che si affacciano sulla Leipziger Straße non è uniforme. Alcune costruzioni risalenti al periodo della rivoluzione industriale tedesca in stile liberty e in piccola parte anche in stile classico hanno resistito ai bombardamenti della Seconda Guerra Mondiale, mentre le costruzioni distrutte furono sostituite durante il Dopoguerra e negli anni '70 e '80 con strutture funzionali. Un esempio è l'edificio dell'ex centro commerciale "Kaufhof", all'interno del quale oggi si trova l'Outlet di Zalando, all'incrocio con le strade Am Weingarten e Rohmerstraße, nelle vicinanze della stazione della metropolitana. Ai piani terra dei nuovi palazzi si trovano esercizi commerciali, mentre ai piani superiori vi sono appartamenti, studi medici e occasionalmente aziende di servizi.

## Fonti
- Zwischen Gestern und Morgen-1979/80-Ein Streifzug kreuz und quer durch Bockenheim. Herausgeber Stadt Frankfurt am Main – Dezernat Schule und Bildung und das Amt für Volksbildung/Volkshochschule Frankfurt VHS- Oktober 1980.
- Helmut Nordmeyer: Rundgang durch das alte Frankfurt-Bockenheim. Wartberg Verlag, Gudensberg-Gleichen, ISBN 3-8313-1279-6.
- https://web.archive.org/web/20170606172825/http://www.nuok.it/francfurt/bockenheim-il-quartiere-studentesco-di-francoforte/
- http://www.diedramatischebuehne.de/